# Gare de Yoshinobu
La gare de Yoshinobu (吉野生駅, Yoshinobu-eki) est une gare ferroviaire localisée dans la ville de Matsuno, dans la préfecture d'Ehime au Japon. La gare est exploitée par la JR Shikoku, sur la ligne Yodo.

## Situation ferroviaire
Établie à 78 mètres d'altitude, la gare de Yoshinobu est située au point kilométrique (PK) 53.0 de la ligne Yodo.

## Histoire
- 12 décembre 1923 : Ouverture de la gare par la Japanese National Railways sous le nom de gare Yoshino (en japonais : 吉野駅, Yoshino-eki).
- 1er août 1933 : La gare prend son nom actuel "Yoshinobu".
- 1er avril 1987 : La Japanese National Railways est découpée en plusieurs sociétés, la JR Shikoku reprend l'organisation de cette gare.

## Service des voyageurs

### Ligne ferroviaire
- JR Shikoku :
  - Ligne Yodo G37

### Quai
- Cette gare dispose de deux quais et de deux voies.

| N° de voie  | Ligne  | Direction    |
| ----------- | ------ | ------------ |
| Côté gare   | ▆ Yodo | Kita-Uwajima |
| Côté opposé | ▆ Yodo | Wakai        |